# Grapholita
Grapholita là một chi bướm đêm tortrix thuộc (họ Tortricidae). Nó thuộc phân họ Olethreutinae, và do đóng thuộc tông Grapholitini, mà chi điển hình này là một thành viên.

## Phân loại
G.F. Treitschke đã thiết lập Grapholita năm 1829 – trong tập 7 của Schmetterlinge von Europa, với loài điển hình ông tuyên bố là "Pyralis dorsana", mộttaxon được thiết lập bởi J.C. Fabricius in his 1775 Systema Entomologiae. But Treitschke đã bị dẫn sai bởi sự xác định sai của J. Hübner về bướm đêm Fabricius.
P. dorsana thực tế ngày nay được biết đến với danh pháp Dichrorampha petiverella, do nó đã được mô tả bởi Linnaeus trong ấn bản năm 1758 của ông Systema naturae as Phalaena (Tinea) petiverella. The "Pyralis dorsana" of Hübner và Treitschke was subsequently identified as the species described as Tortrix lunulana by J.N.C.M. Denis & I. Schiffermüller năm 1775, which thus is today Grapholita lunulana.

### Các loài
126 loài hiện được công nhận trong Grapholita, though the genus' distinctness from và delimitation against Cydia is in need of further study:
| - Grapholita amictana (Felder & Rogenhofer, 1875) - Grapholita amphitorna (Turner, 1916) - Grapholita andabatana (Wolff, 1957) - Grapholita angleseana (Kearfott, 1907) - Grapholita antitheta (Meyrick, 1911) - Grapholita arcia Diakonoff, 1988 - Grapholita arcuatana Kuznetzov, 1992 - Grapholita astrapephora Diakonoff, 1976 - Grapholita aureolana Tengstrom, 1848 - Grapholita auroscriptana Caradja, 1916 - Grapholita bigeminata (Meyrick in Caradja & Meyrick, 1935) - Grapholita biserialis (Meyrick in Caradja & Meyrick, 1935) - Grapholita boulderana McDunnough, 1942 - Grapholita caecana Schläger, 1848 - Grapholita caeruleana Walsingham, 1879 - Grapholita callisphena (Meyrick, 1907) - Grapholita caudicula Diakonoff, 1975 - Grapholita cerasivora (Matsumura, 1917) - Grapholita chrysacrotoma Diakonoff, 1976 - Grapholita comanticosta Kuznetzov, 1988 - Grapholita compositella (Fabricius, 1775) - Grapholita conficitana (Walker, 1863) - Grapholita conversana Walsingham, 1879 - Grapholita coronillana Lienig & Zeller, 1846 - Grapholita cotoneastri Danilevsky in Danilevsky & Kuznetsov, 1968 - Grapholita curviphalla Liu & Yan, 1998 - Grapholita cyanogona (Meyrick, 1907) - Grapholita dactyla Liu & Yan, 1998 - Grapholita delineana Walker, 1863 - Grapholita diaphorotorna Diakonoff, 1983 - Grapholita difficilana (Walsingham, 1900) - Grapholita dilectabilis Kuznetzov, 1972 - Grapholita dimorpha Komai, 1979 - Grapholita discretana Wocke in Staudinger & Wocke, 1861 - Grapholita dohrniana Zeller, 1863 - Grapholita dyarana (Kearfott, 1907) - Grapholita dysaethria Diakonoff, 1982 - Grapholita eclipsana Zeller, 1875 - Grapholita edwardsiana (Kearfott, 1907) - Grapholita endrosias (Meyrick, 1907) - Grapholita exigua Kuznetzov, 1972 - Grapholita fana (Kearfott, 1907) - Grapholita fimana Snellen, 1883 | - Grapholita fissana (Frölich, 1828) - Grapholita fistularis (Meyrick, 1928) - Grapholita floricolana (Meyrick, 1881) - Grapholita funebrana – Plum Fruit Moth - Grapholita geministriata (Walsingham, 1900) - Grapholita gemmiferana Treitschke, 1835 - Grapholita globella Liu & Yan, 1998 - Grapholita globovalva Liu & Yan, 1998 - Grapholita glycyrrhizana (Kuznetzov in Danilevsky, Kuznetsov & Falkovitsh, 1962) - Grapholita hamatana Kennel, 1901 - Grapholita heptatoma Diakonoff, 1976 - Grapholita hieroglyphana Blanchard & Knudson, 1984 - Grapholita hyalitis (Meyrick, 1909) - Grapholita hylophanes (Meyrick, 1928) - Grapholita imitativa Heinrich, 1926 - Grapholita inopinata Heinrich, 1928 - Grapholita internana (Guenée, 1845) - Grapholita interstinctana (Clemens, 1860) - Grapholita iridescens (Meyrick, 1881) - Grapholita isacma (Meyrick, 1907) - Grapholita janthinana (Duponchel in Godart, 1835) - Grapholita jesonica (Matsumura, 1931) - Grapholita jucundata Kuznetzov, 1971 - Grapholita junctistrigana (Walsingham, 1900) - Grapholita jungiella - Grapholita komaii Rose & Pooni, 2003 - Grapholita kurilana Kuznetzov, 1976 - Grapholita lana (Kearfott, 1907) - Grapholita larseni Rebel, 1903 - Grapholita latens Kuznetzov, 1972 - Grapholita latericia Komai, 1999 - Grapholita lathyrana (Hübner, [1813]) - Grapholita libertina Heinrich, 1926 - Grapholita limbata Diakonoff, 1969 - Grapholita lobarzewskii (Nowicki, 1860) - Grapholita lunatana Walsingham, 1879 - Grapholita lunulana (Denis & Schiffermüller, 1775) - Grapholita macrodrilus Diakonoff, 1984 - Grapholita melicrossis (Meyrick, 1932) - Grapholita mesoscia Diakonoff, 1969 - Grapholita miranda (Meyrick, 1911) - Grapholita molesta (Busck, 1916) | - Grapholita namatophora Diakonoff, 1976 - Grapholita nebritana Treitschke in Ochsenheimer, 1830 - Grapholita nigrostriana Snellen, 1883 - Grapholita nucleana Felder & Rogenhofer, 1875 - Grapholita obliqua Diakonoff, 1982 - Grapholita okui Komai, 1999 - Grapholita omittana Kuznetzov, 1988 - Grapholita optica (Meyrick, 1912) - Grapholita opulentica Kuznetzov, 1992 - Grapholita orbiapex Kuznetzov, 1988 - Grapholita orobana Treitschke in Ochsenheimer, 1830 - Grapholita packardi Zeller, 1875 - Grapholita pagenstecheri Bradley, 1961 - Grapholita pallifrontana Lienig & Zeller, 1846 - Grapholita parvisignana (Meyrick, 1881) - Grapholita patens Kuznetzov, 1971 - Grapholita pavonana (Walsingham, 1900) - Grapholita prolopha (Meyrick, 1912) - Grapholita prunivora (Walsh, 1868) - Grapholita pycnograpta (Meyrick, 1936) - Grapholita rhabdotacra Diakonoff, 1969 - Grapholita rosana Danilevsky in Danilevsky & Kuznetsov, 1968 - Grapholita schizodelta Diakonoff, 1982 - Grapholita scintillana Christoph, 1882 - Grapholita seclusana (Walker, 1866) - Grapholita semifusca Kuznetzov in Danilevsky & Kuznetsov, 1968 - Grapholita shadawana Liu & Chen, 2000 - Grapholita siderocosma Diakonoff, 1978 - Grapholita sporosema (Meyrick, 1922) - Grapholita steringus Diakonoff, 1983 - Grapholita tenebrosana Duponchel in Godart, 1842 - Grapholita tetrazancla (Turner, 1925) - Grapholita tornosticha (Turner, 1946) - Grapholita torodetta (Meyrick, 1914) - Grapholita tricyanitis Dianokoff, 1976 - Grapholita tristriatana Pagenstecher, 1900 - Grapholita tristrigana (Clemens, 1865) - Grapholita valens Kuznetzov, 1988 - Grapholita vitrana Walsingham, 1879 - Grapholita yasudai Komai, 1999 - Grapholita zapyrana (Meyrick, 1881) |

### Synonyms
Obsolete scientific names (junior synonyms và others) of Grapholita are:
- Aspila Stephens, 1834
- Coptoloma Lederer, 1859
- Ebisma Walker, 1866
- Endopisa Guenée, 1845
- Endopsia (lapsus)
- Endopiza (lapsus)
- Ephippiophora (lapsus)
- Ephippiphora Duponchel, 1834
- Eudopisa (lapsus)
- Euspila Stephens, 1834
- Grapholitha Treitschke, 1830 (unjustified emendation)
- Grapholltha (lapsus)
- Opadia Guenée, 1845
- Stigmonota Guenée, 1845

## Footnotes
1. ↑  Baixeras et al. (2009a)
2. ↑  Treitschke, (1829), Baixeras et al. (2009a)
3. ↑  Baixeras et al. (2009a,c)
4. ↑  Baixeras et al. (2009b)
5. 1 2 3 4 5 6 7 8 9 10 11 12 13 14 15 16 17 18 19 20 21 22 23 24 25  Sometimes placed in Cydia: see e.g. references in Savela (2005a)
6. ↑  Baixeras et al. (2009a), và see references in Savela (2005b)